# Giro della Provincia di Siracusa
Il Giro della Provincia di Siracusa era una corsa in linea maschile di ciclismo su strada, che si svolse in Sicilia, in Italia, dal 1998 al 2001 nei mesi di febbraio o marzo. Riservata ai ciclisti professionisti, faceva parte del calendario UCI come gara di classe 1.3.

## Storia
Nato nel 1998 per sostituire il Giro dell'Etna, sotto il patrocinio dell'Amministrazione Provinciale e dell'Azienda Provinciale Turismo, dal punto di vista tecnico era organizzato dal gruppo RCS Sport, braccio organizzativo della Gazzetta dello Sport, che l'aveva inserito nel programma denominato Il grande ciclismo (insieme alle gare più importanti d'Italia, tra cui il Giro e la Milano-Sanremo).
La gara durò soltanto per pochi anni, a seguito di incomprensioni economiche tra gli organizzatori e gli Enti Locali, e così nel 2002, in concomitanza anche con la riproposizione del Giro dell'Etna, la corsa non fu più organizzata e venne sostituita con il Trofeo Arancia Rossa, che si è disputato per una sola edizione, nel Calatino.

## Percorso
Il percorso di gara, adatto prevalentemente ai velocisti, si snodava per circa 180 km nella parte meridionale della Provincia. Dopo esser partiti da Siracusa, i corridori attraversavano i centri abitati di Cassibile, Avola, Pachino, Rosolini, Noto (altezza massima: 437 m s.l.m. in località Villa Vela), Canicattini Bagni, Floridia e Belvedere di Siracusa, per poi ritornare nuovamente nel capoluogo aretuseo dove compivano, per due volte, un circuito cittadino nei pressi della zona archeologica del quartiere Neapolis.
Tale percorso non venne utilizzato, però, in tutte le edizioni del Giro. Quella del 1999, infatti, vide un tracciato più rispondente alle caratteristiche degli scalatori e che interessava la parte settentrionale della Provincia: dopo la partenza da Siracusa, si proseguiva per Priolo Gargallo, Melilli, Carlentini, Lentini, Francofonte, Buccheri (altezza massima: 875 m s.l.m.), Ferla, Cassaro, Solarino, Floridia, Belvedere e si chiudeva con il classico circuito cittadino di Siracusa, da compiersi per tre volte, per un totale di 192 km.

## Albo d'oro
Aggiornato all'edizione 2002.
| Anno | Vincitore          | Secondo           | Terzo             |
| ---- | ------------------ | ----------------- | ----------------- |
| 1998 | Nicola Minali      | Silvio Martinello | Ján Svorada       |
| 1999 | Alessandro Baronti | Marco Velo        | Giuseppe Palumbo  |
| 2000 | Marco Zanotti      | Nicola Minali     | Gabriele Balducci |
| 2001 | Mario Cipollini    | Nicola Minali     | Marco Zanotti     |
| 2002 | Fabio Baldato      | Mario Manzoni     | Mychajlo Chalilov |